# جان هال (مهندسة معمارية)
جان هال هي مهندسة معمارية كندية، ولدت في 1896 في تورونتو في كندا، وتوفيت في 1982.